# Wiktor Poniedielnik
Wiktor Władimirowicz Poniedielnik (ros. Виктор Владимирович Понедельник, ur. 22 maja 1937 w Rostowie nad Donem, zm. 5 grudnia 2020) – rosyjski piłkarz, grający na pozycji napastnika, reprezentant Związku Radzieckiego, trener, dziennikarz i działacz sportowy.
Przez większość kariery związany był z klubami z rodzinnego Rostowa nad Donem: pierwsze sezony jako zawodnik zaliczył w Rostsielmaszu, a następnie przez kilka lat reprezentował barwy SKA. Później przeniósł się do drużyny moskiewskiego Spartaka, ale wkrótce musiał zakończyć karierę sportową z powodów zdrowotnych. Jako zawodnik SKA Rostów trafił do reprezentacji ZSRR. Jako piłkarz Sbornej zdobył w 1960 tytuł mistrza Europy. W finałowym meczu zdobył bramkę decydującą o mistrzostwie Europy dla ZSRR. Zawodnik przyznał potem, że była to najważniejsza chwila w jego życiu. Poniedielnik został ex-aequo z czterema innymi piłkarzami najlepszym strzelcem turnieju (2 bramki). W 1964 roku zdobył tytuł wicemistrza Europy. Uczestniczył również w mistrzostwach świata w 1962 w Chile. W latach 1960–1966 rozegrał 29 meczów i strzelił 20 bramek dla reprezentacji.
Po zakończeniu kariery zawodniczej próbował rozpocząć działalność szkoleniową. W 1969 prowadził drużynę Rostsielmaszu Rostów. W tym samym czasie zaangażował się jednak w pracę dziennikarza sportowego, którą z powodzeniem kontynuował przez następne lata. Publikował w gazecie Sowieckij sport oraz tygodniku Futboł. W latach 1969–1983 kierował działem piłki nożnej w Sowieckim sporcie. Od 1984 do 1990 był redaktorem tygodnika Futboł-Hokkiej. Działał również jako doradca Prezydenta Rosji ds. sportu. Był autorem książek na temat piłki nożnej.
Żonaty, miał dwie córki i syna.